# Acleisanthes parvifolia
Acleisanthes parvifolia är en underblomsväxtart som först beskrevs av John Torrey, och fick sitt nu gällande namn av R.A.Levin. Acleisanthes parvifolia ingår i släktet Acleisanthes och familjen underblomsväxter. Inga underarter finns listade i Catalogue of Life.